# 弗朗切斯科·波尔齐奥
弗朗切斯科·波尔齐奥（義大利語：Francesco Porzio，1966年1月26日—），意大利男子水球运动员。他曾代表意大利参加1988年和1992年夏季奥林匹克运动会水球比赛，分别获得第七名和金牌。